# Екатерининский парк (Тирасполь)
Екатерининский парк — парк в Тирасполе, в честь российской императрицы Екатерины II, подписавшей указ об основании Тирасполя. Открытие парка состоялось 1 сентября 2020 года.

## История
В 2018 году в Тирасполе началась разработка генерального плана будущего парка, инициатором которого стал Президент Приднестровья Вадим Красносельский. Торжественное открытие парка состоялось 1 сентября 2020 года. В 2021 году был открыт детский городок «Чудо-град». В этом же году было продолжено озеленение. На территории парка был заложен зелёный лабиринт, которому понадобится несколько лет, чтобы вырасти.
В 2021 году международный журнал ESTET выпустил статью о парке «История одного города, рассказанная парком».
В 2022 году был открыт «Авиарий» — большой вольер для птиц, где собрано около 50 попугаев разных видов. Позже появился контактный зоопарк. В этом же году был открыт летний кинотеатр «Седьмое небо», смотреть фильмы можно со смотровой площадки ресторанного комплекса Екатерининского парка. А на озерах можно брать в аренду катамараны.

## Описание
Площадь Екатерининского парка составляет более 19 га, в него входят сквер де Волана и сквер Дома культуры, фонтанный комплекс у кинотеатра «Тирасполь», набережная, а также парк Центральный, расположенный за памятником Александру Суворову, в состав которого входят выставочный центр, ресторан, ротонды, фонтанный комплекс на 6 чаш (высота водных струй до 3 метров), тропа здоровья, роллердром, спортивные площадки, шахматы ростовые и озера. Парк выполнен в стиле барокко с элементами классицизма, присущем екатерининской эпохе. Проектированием парка занимался главный архитектор Тирасполя Виталий Гончаров.
29 августа 2020 года установили памятник Екатерине II, который торжественно открыли 1 сентября. Бронзовый памятник весит полторы тонны, его высота — около 4,5 метров. Также были установлены бюсты Григория Потемкина и Франца де Волана.
На территории парка находится уменьшенная копия Тираспольской крепости. Ее размер 38 на 16 метров — мини-крепость с защитными редутами, брустверами высотой 1,2 м и даже полутораметровыми казармами екатерининских мушкетеров. В центре крепости установлен макет Покровской церкви. В 2021 году были добавлены новые элементы — знаки 55-го пехотного Подольского, 56-го пехотного Житомирского, Полоцкого и Алексопольского мушкетерских полков.
Екатерининский парк — одно из любимых мест для отдыха и прогулок жителей города.

## Галерея
- Грот в Екатерининском парке
- Миниатюра крепости «Срединной»
- Фонтаны Екатерининского парка
- Ротонда в Екатерининском парке
- Памятник Екатерине II